# Saint-Denis-De La Bouteillerie
Pour les articles homonymes, voir Saint-Denis et Bouteillerie.
Ne doit pas être confondu avec Saint-Denis-de-Brompton ou Saint-Denis-sur-Richelieu.
Saint-Denis-De La Bouteillerie (appelé Saint-Denis-de-Kamouraska ou Saint-Denis jusqu'en 2013) est une municipalité dans la municipalité régionale de comté de Kamouraska au Québec (Canada), située dans la région administrative du Bas-Saint-Laurent.

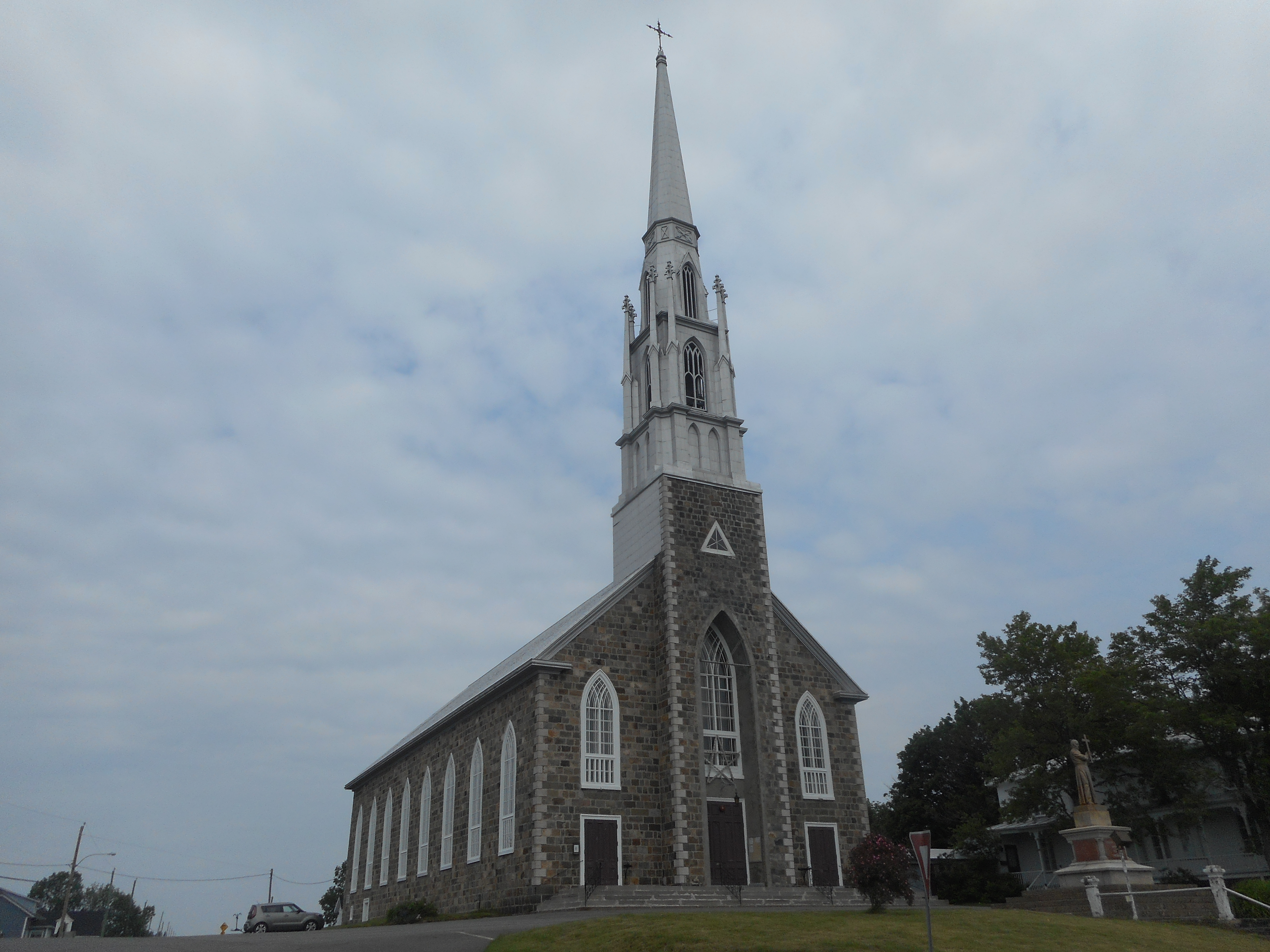
Église de Saint-Denis-De La Bouteillerie en juillet 2015

## Toponymie
Saint-Denis-De La Bouteillerie doit son nom à la seigneurie Saint-Denis-De La Bouteillerie, qui a été concédée en 1679 à Nicolas Juchereau de Saint-Denis au nom de son fils. La première partie, soit Saint-Denis, serait un hommage à Juchereau de Saint-Denis ou bien à Denis Blanchet, un seigneur antérieur. La municipalité a été créée une première fois sous le nom de Saint-Denis-De La Bouteillerie en 1845. Elle sera recréée en 1855 sous le nom de Saint-Denis-de-Kamouraska, le seconde partie venant du Kamouraska, dans laquelle est située Saint-Denis-De La Bouteillerie. La partie « de-Kamouraska » sera amputée ultérieurement, mais à tort selon l'Institut de la statistique du Québec, qui explique dans un bulletin de 2013 que le nom n'avait jamais officiellement été changé pour Saint-Denis. Le 16 novembre 2013, le nom de Saint-Denis-De La Bouteillerie est officiellement adopté.

## Histoire
Le 16 novembre 2013 la municipalité de la paroisse de Saint-Denis-de-Kamouraska change son nom et son statut pour celui de municipalité de Saint-Denis-De La Bouteillerie.

## Géographie
Situé sur sur le littorale sud de l'estuaire maritime du Saint-Laurent le territoire de la municipalité a une superficie de 97,3 km2.

## Démographie
| 1996 | 2001 | 2006 | 2011 | 2016 | 2021 |
| ---- | ---- | ---- | ---- | ---- | ---- |
| 488  | 474  | 523  | 503  | 517  | 518  |

## Administration
Les élections municipales se font en bloc pour le maire et les six conseillers.
| Saint-Denis-De La Bouteillerie Maires depuis 2001                                                                    |                        |         |          |
| Élection | Maire                  | Qualité | Résultat |
| 2001 | Jean Desjardins        |         | Voir     |
| 2005 | Mireille Dionne-Bérubé |         | Voir     |
| n/d | Jean Dallaire          |         | n/d      |
| 2009 | Jean Dallaire          | Voir    |          |
| 2013 | Jean Dallaire          | Voir    |          |
| 2017 | Jean Dallaire          | Voir    |          |
| 2021 | Nicole Généreux        |         | Voir     |
| Élection partielle en italique Depuis 2005, les élections sont simultanées dans toutes les municipalités québécoises |                        |         |          |

## Documentaires
Saint-Denis-De la Bouteillerie, devenu Saint-Denis-de-Kamouraska, fut le sujet d'un essai de l'anthropologue américain Horace Mitchell Miner qui y résida de 1936 à 1937. Ce chercheur, affilié à l'École de Chicago, publia ses recherches et ses observations sous le titre Saint-Denis. A French Canadian Parish en 1939. La traduction française, Saint-Denis : un village québécois, fut publiée en 1985.
Ce séjour est aussi l'objet d'un film documentaire du cinéaste québécois Bernard Émond, Le temps et le lieu (2000).

## Personnalités
Saint-Denis-De La Bouteillerie est le lieu de naissance de Thomas Chapais, historien, journaliste et homme politique, ainsi que de son frère Jean Charles Louis Thomas Chapais, auteur agricole. C'est aussi le lieu de résidence du chanteur et comédien Paolo Noël (1929-2022).

## Galerie

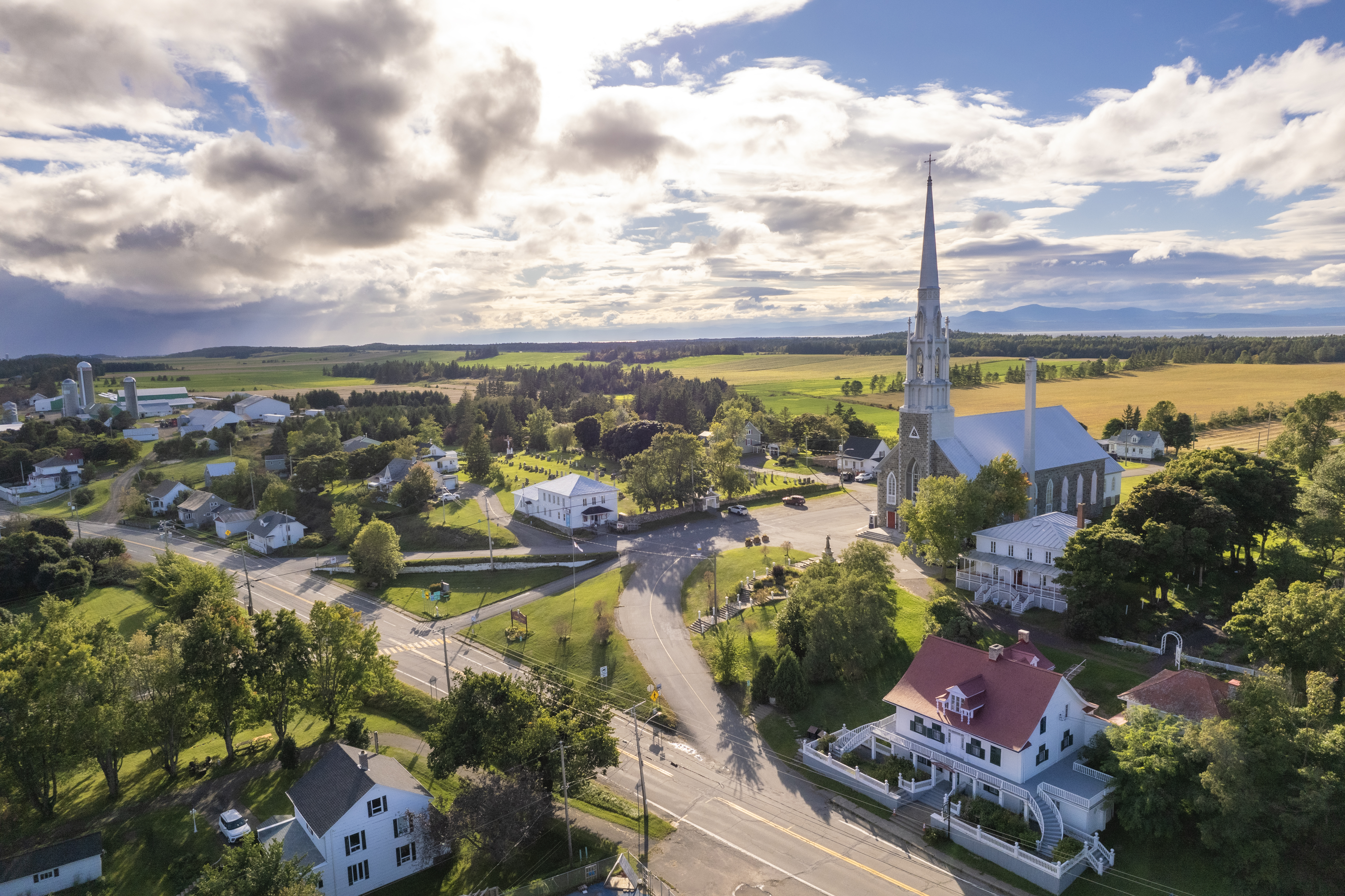
Vue aérienne de l'église de Saint-Denis-De La Bouteillerie en 2024.
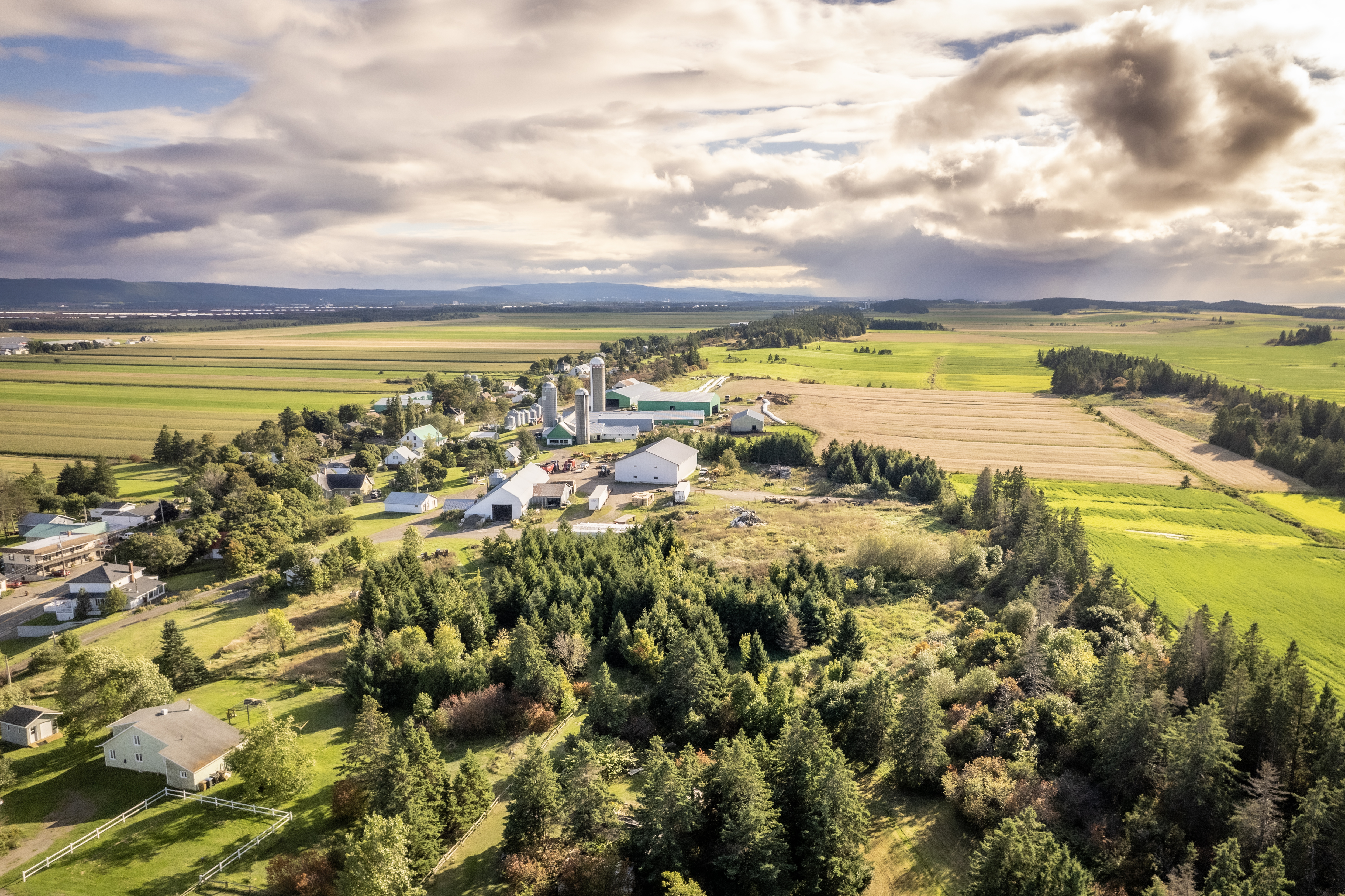
Vue aérienne de Saint-Denis-De La Bouteillerie en 2024.
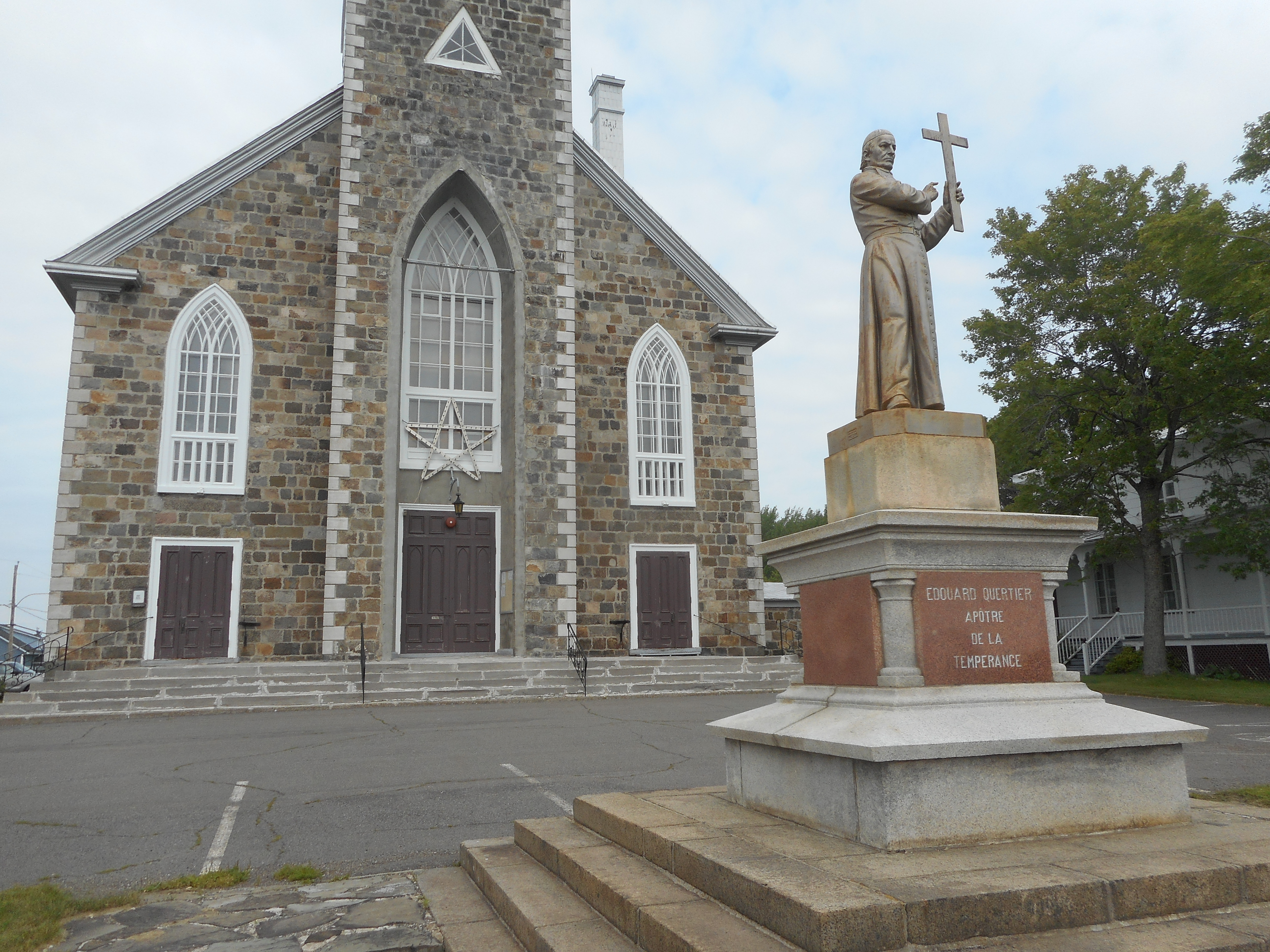
Statue de Édouard Quertier, apôtre de la tempérance
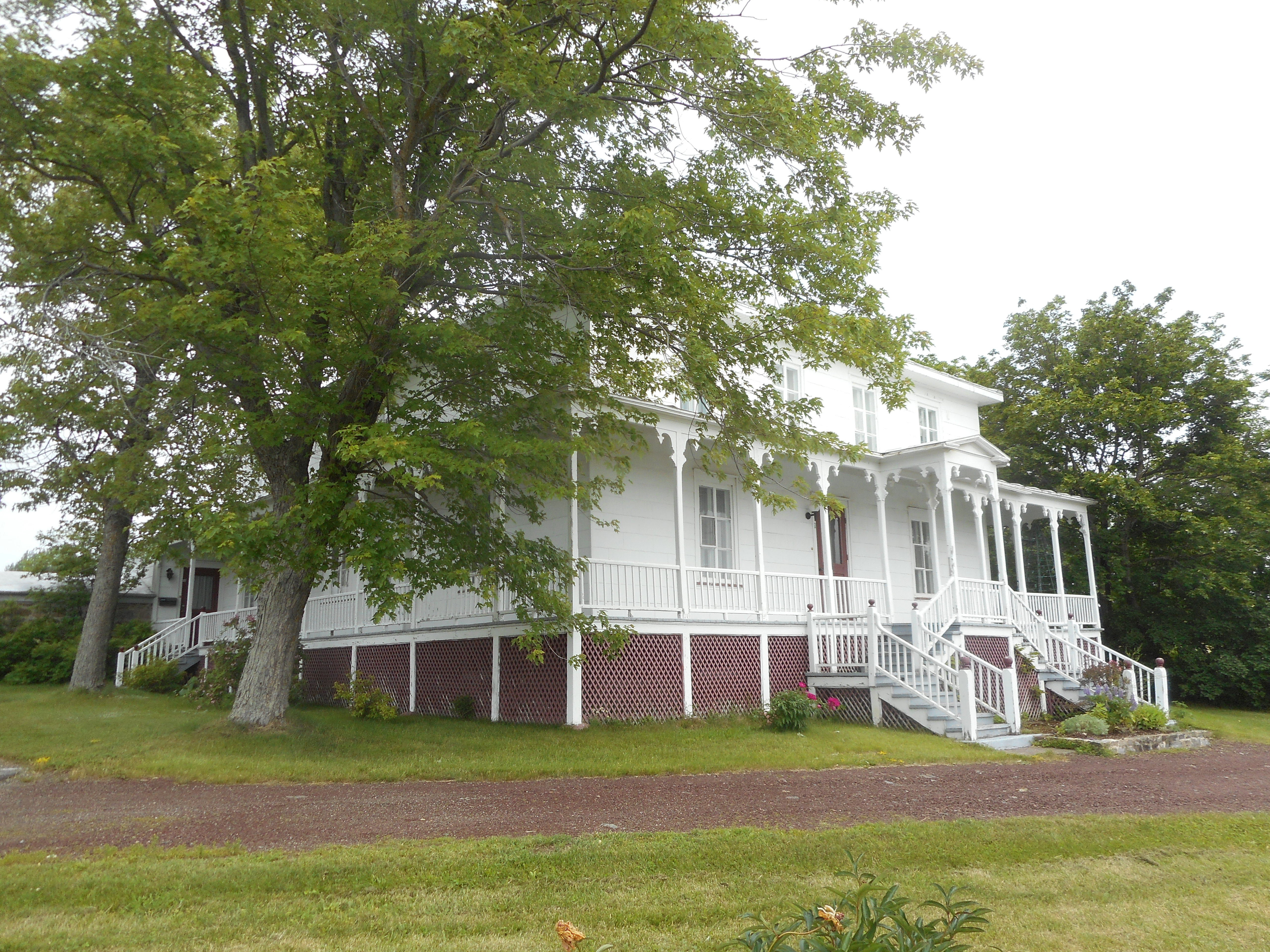
Presbytère
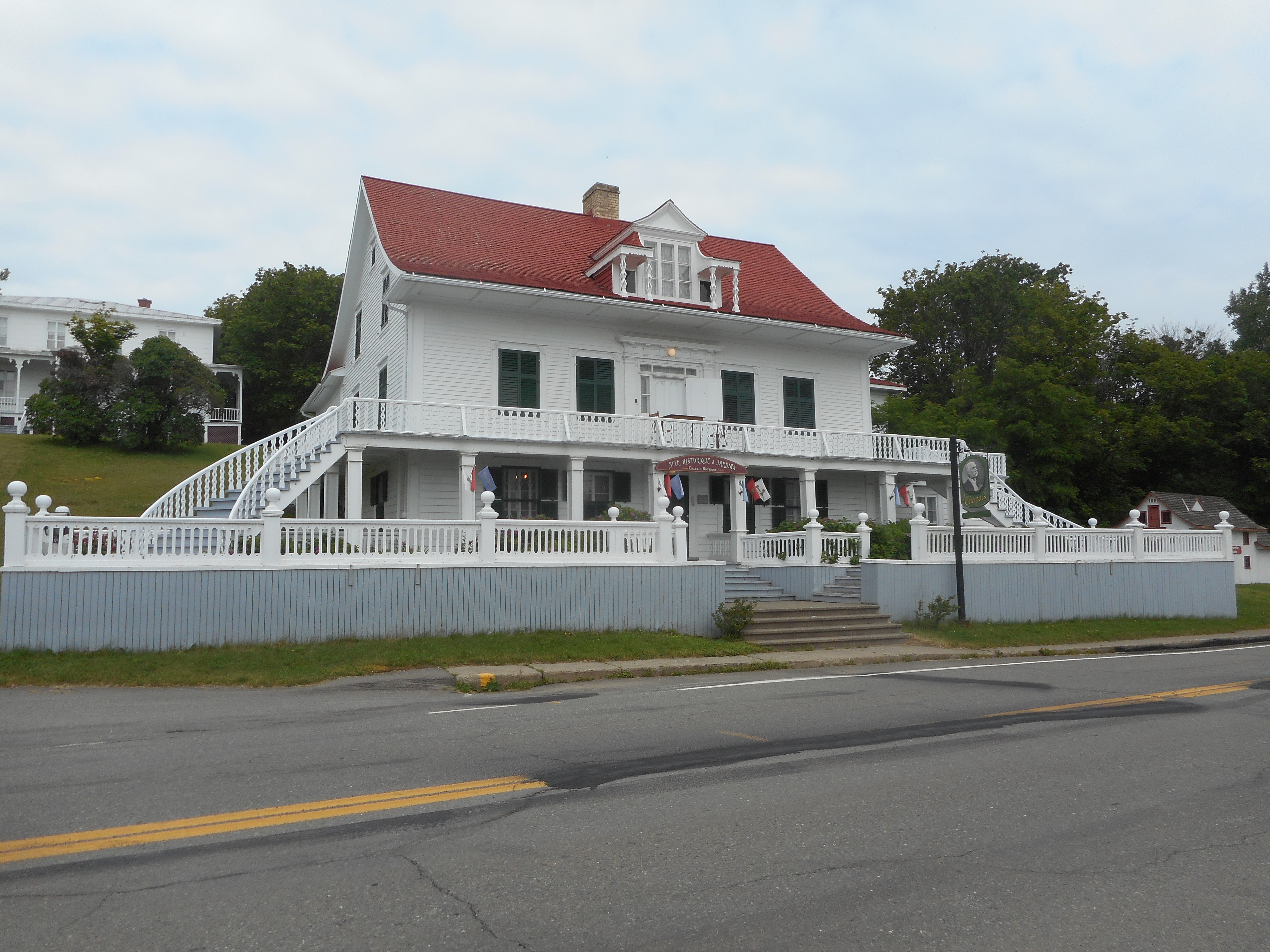
Maison Chapais